# Fedde Leysen
Fedde Leysen (ur. 9 lipca 2003 w Geel) – belgijski piłkarz grający na pozycji obrońcy w klubie Royale Union Saint-Gilloise.

## Kariera juniorska
Leysen grał jako junior w KSAV Sint-Dimpna (2008–2010), KVC Westerlo (2010–2018), Oud-Heverlee Leuven (2018–2019) i PSV Eindhoven (2019–2020).

## Kariera seniorska

### Jong PSV
Leysen zadebiutował w Jong PSV (młodzieżowej drużynie PSV grającej w Eerste divisie) 6 listopada 2020 w meczu z FC Den Bosch (2:1). Pierwszą bramkę zdobył 6 grudnia 2021 w przegranym 3:2 spotkaniu przeciwko De Graafschap. W tym samym sezonie (2021/2022) do siatki trafił jeszcze 10 stycznia 2022 w starciu z Almere City FC (5:1) i 21 stycznia 2022 w meczu z Excelsiorem Rotterdam (3:0). W następnym sezonie pierwszą bramkę zdobył 6 marca 2023 w przegranym 1:2 spotkaniu przeciwko NAC Breda. Drugiego gola strzelił 17 kwietnia 2023 w starciu z Jong Ajax (4:5). Łącznie rozegrał dla nich 54 mecze i strzelił 5 goli.

### Royale Union Saint-Gilloise
Leysen przeszedł do Royale Union Saint-Gilloise 13 czerwca 2026. Debiut dla nich zaliczył 24 sierpnia 2023 w wygranym 2:0 spotkaniu kwalifikacji do Ligi Europy przeciwko FC Lugano. Pierwszego gola strzelił 1 listopada 2023 w meczu Pucharu Belgii z RFC Meux (2:1). W sezonie 2023/2024 zdobył z nimi wicemistrzostwo Belgii. W tym samym sezonie wygrał wraz z nimi Puchar Belgii. Zwyciężyli też w Superpucharze Belgii 2024. W meczu o to trofeum (2:1 z Club Brugge) strzelił swojego drugiego go dla Royale Union Saint-Gilloise. W sezonie 2024/2025 zdobył z nimi mistrzostwo Belgii.

## Kariera reprezentacyjna

### Młodzieżowe reprezentacje Belgii
W 2019 Leysen rozegrał 3 mecze w reprezentacji Belgii U-16. W tym samym roku zaliczył jeszcze jeden występ w kadrze Belgii U-17. W latach 2021–2022 rozegrał 6 meczów w reprezentacji Belgii U-19. 23 marca 2022 w wygranym 2:1 spotkaniu przeciwko Finalndii był kapitanem swojej drużyny. W 2022 zaliczył jeden występ w kadrze Belgii U-20. W latach 2023–2024 dwukrotnie zagrał w reprezentacji Belgii U-21.

## Statystyki

### Klubowe
(aktualne na dzień 21 lipca 2025)
| Klub                 | Sezon              | Liga               | Liga  | Liga   | Puchar kraju | Puchar kraju | Europa | Europa | Inne  | Inne   | Suma  | Suma   |
| Klub                 | Sezon              | Liga               | Mecze | Bramki | Mecze        | Bramki       | Mecze  | Bramki | Mecze | Bramki | Mecze | Bramki |
| -------------------- | ------------------ | ------------------ | ----- | ------ | ------------ | ------------ | ------ | ------ | ----- | ------ | ----- | ------ |
| Jong PSV             | 2020/21            | Eerste divisie     | 2     | 0      | 0            | 0            | –      | –      | –     | –      | 2     | 0      |
| Jong PSV             | 2021/22            | Eerste divisie     | 19    | 3      | 0            | 0            | –      | –      | –     | –      | 19    | 3      |
| Jong PSV             | 2022/23            | Eerste divisie     | 32    | 2      | 0            | 0            | –      | –      | –     | –      | 32    | 2      |
| Jong PSV             | Ogólnie            | Ogólnie            | 53    | 5      | 0            | 0            | 0      | 0      | 0     | 0      | 53    | 5      |
| Union Saint-Gilloise | 2023/24            | Eerste klasse      | 4     | 0      | 3            | 1            | 2      | 0      | –     | –      | 9     | 1      |
| Union Saint-Gilloise | 2024/25            | Eerste klasse      | 28    | 0      | 1            | 0            | 6      | 0      | 1     | 1      | 36    | 1      |
| Union Saint-Gilloise | 2025/26            | Eerste klasse      | 0     | 0      | 0            | 0            | 0      | 0      | 1     | 0      | 1     | 0      |
| Union Saint-Gilloise | Ogólnie            | Ogólnie            | 32    | 0      | 4            | 1            | 8      | 0      | 2     | 1      | 46    | 2      |
| Ogólnie w karierze   | Ogólnie w karierze | Ogólnie w karierze | 86    | 5      | 4            | 1            | 8      | 0      | 2     | 1      | 99    | 5      |

### Reprezentacyjne
(aktualne na dzień 21 lipca 2025)
| Reprezentacja      | Rok                | Mecze | Bramki |
| ------------------ | ------------------ | ----- | ------ |
| Belgia U-16        | 2019               | 3     | 0      |
| Ogólnie            | Ogólnie            | 3     | 0      |
| Belgia U-17        | 2019               | 1     | 0      |
| Ogólnie            | Ogólnie            | 1     | 0      |
| Belgia U-19        | 2021               | 3     | 0      |
| Belgia U-19        | 2022               | 3     | 0      |
| Ogólnie            | Ogólnie            | 6     | 0      |
| Belgia U-20        | 2022               | 1     | 0      |
| Ogólnie            | Ogólnie            | 1     | 0      |
| Belgia U-21        | 2023               | 2     | 0      |
| Ogólnie            | Ogólnie            | 2     | 0      |
| Ogólnie w karierze | Ogólnie w karierze | 13    | 0      |

## Sukcesy

### Royale Union Saint-Gilloise
- Mistrzostwo Belgii (1×): 2024/2025
- Puchar Belgii (1×): 2023/2024
- Superpuchar Belgii (1×): 2024